# Elasmus homonaeoides
Elasmus homonaeoides är en stekelart som beskrevs av Karl-Johan Hedqvist 1960. Elasmus homonaeoides ingår i släktet Elasmus och familjen finglanssteklar.
Artens utbredningsområde är Lesotho. Inga underarter finns listade i Catalogue of Life.